# Hikaru Nakamura
Pour la mangaka, voir Hikaru Nakamura (mangaka).
Pour les articles homonymes, voir Nakamura.
Hikaru Nakamura (中村光, Nakamura Hikaru), né le 9 décembre 1987 à Hirakata dans la préfecture d'Osaka, est un joueur d'échecs américain d'origine japonaise, cinq fois champion des États-Unis (en 2005, 2009, 2012, 2015 et 2019) et détenteur du titre de grand maître international depuis 2003. Il est également vidéaste sur YouTube  ayant une chaîne possédant 2,6 millions d'abonnés au 12 décembre 2024.
Au 16 novembre 2024, son classement Elo est de 2 802 points, ce qui en fait le troisième joueur mondial et le numéro deux américain, son record personnel s'établissant à 2 816 points en octobre 2015 à l'âge de 27 ans. Son classement Elo en catégorie Blitz, catégorie où il est reconnu pour son très haut niveau et ses capacités de calcul, s'établit en janvier 2025 à 2 838 points.

## Biographie et carrière

### Grand maître international à quinze ans (2003)

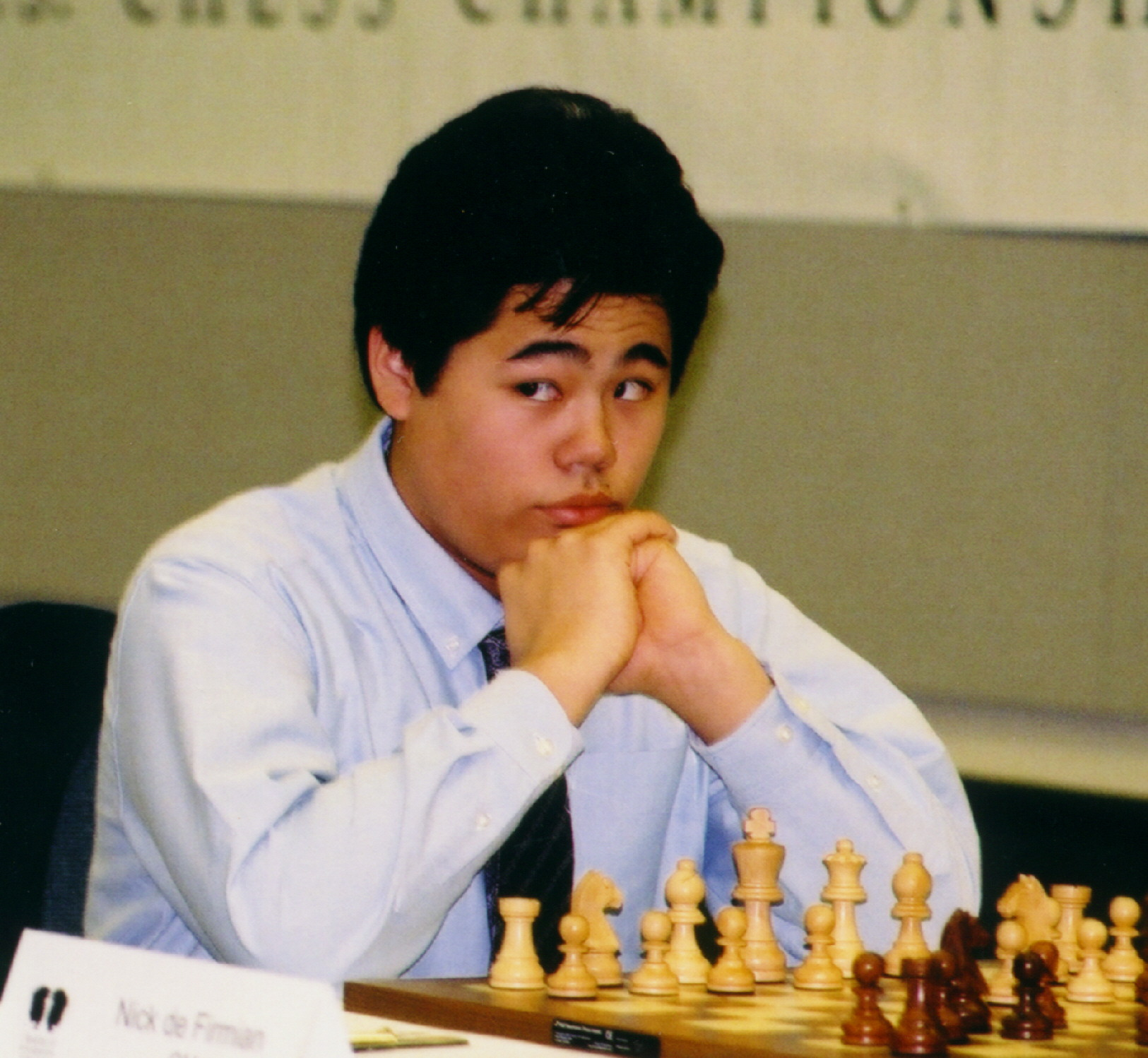
Nakamura au championnat des États-Unis 2003.

Hikaru Nakamura nait près d'Ōsaka au Japon, d'un père japonais et d'une mère américaine. Il part vivre aux États-Unis avec ses parents à l'âge de 2 ans. Il débute les échecs à 7 ans. En 2003, à l'âge de 15 ans et 79 jours, il obtient le titre de GMI, ce qui renforce son statut de prodige des échecs, devenant ainsi le plus jeune Américain à conquérir ce titre.
Il participe au Championnat du monde de la Fédération internationale des échecs 2004 et parvient au quatrième tour de la compétition.

### Champion des États-Unis (2005)
Il remporte le titre de champion des États-Unis en 2005. Au 1er septembre 2009, il est le 16e joueur mondial, et, pour la première fois, le 1er américain (à la suite de la chute au classement de Gata Kamsky), avec un classement Elo de 2 735. Deux mois plus tard, il est toutefois retombé à la 24e place mondiale avec 2 715 points.
En novembre 2008, il remporte le tournoi de parties rapides du Cap d'Agde en battant en finale l'Ukrainien Vassili Ivantchouk (1½ à ½) après avoir battu en demi-finale le Russe Anatoli Karpov en blitz de départage (1 à 1 sur les parties semi rapides). Les grands maîtres de première force Magnus Carlsen et Teimour Radjabov participaient aussi à ce tournoi, de même que les espoirs français Sébastien Feller et Maxime Vachier-Lagrave.

### Vainqueur du tournoi de Wijk aan Zee (2011)

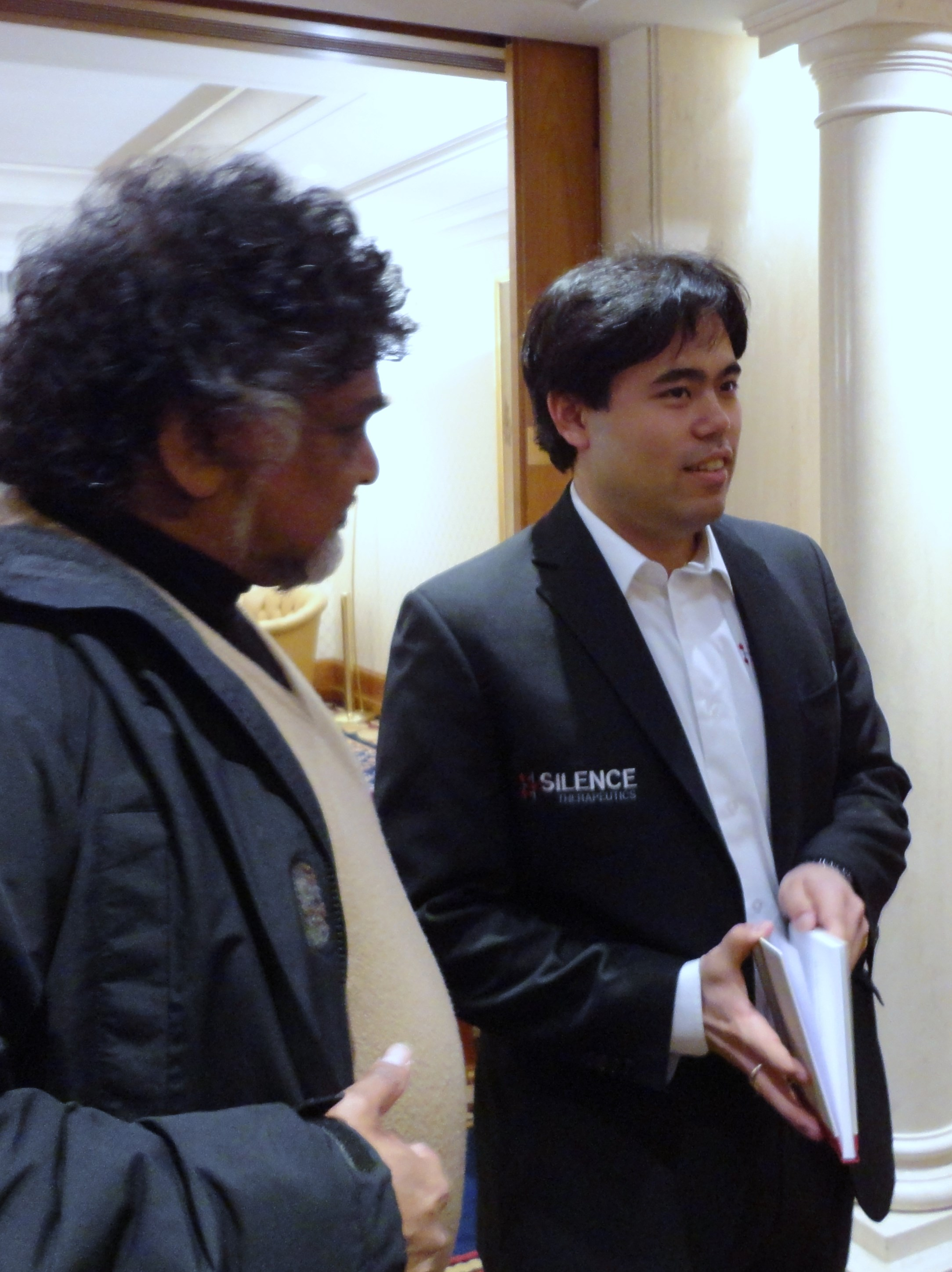
Nakamura en 2014 au tournoi de Zurich.

En janvier 2011, il remporte son premier tournoi majeur en terminant devant le champion du monde Viswanathan Anand et le numéro un mondial Magnus Carlsen au tournoi de Wijk aan Zee.

### Deuxième du Grand Prix FIDE 2014-2015
En 2014, Nakamura finit 3e-6e du Grand Prix de Bakou et 2e-3e du Grand Prix de Tachkent. En 2015, il est premier ex æquo du Grand Prix de Khanty-Mansiïsk et termine deuxième au classement général Grand Prix FIDE 2014-2015 derrière Fabiano Caruana.

### Victoires aux tournois de Gibraltar et de Zurich (2015-2017)
En 2015, Nakamura remporte le Festival d'échecs de Gibraltar et le tournoi d'échecs de Zurich (Zurich Chess Challenge). Grâce à ces performances, il est le troisième joueur mondial en mars 2015 avec un classement Elo de 2 798. En juillet 2015, après sa deuxième place au tournoi Norway Chess à Stavanger, son classement Elo atteint 2 814 points, ce qui constitue son record personnel. En octobre 2015, il gagne le premier prix du tournoi Millionaire Chess.
En 2016, il remporte le Zurich Chess Challenge (rapide et blitz), ex æquo avec Anand. Il conserve son titre en 2017. C'est sa troisième victoire d'affilée à Zurich.
En 2016 et 2017, Nakamura finit premier ex æquo du tournoi de Gibraltar, et remporte à chaque fois les matchs de départage pour la première place, totalisant quatre victoires à ce tournoi depuis 2008.
En 2018, il finit premier ex æquo avec six autres joueurs à Gibraltar et est battu en demi-finale des départages.

### Quart de finaliste de la coupe du monde (2015)
| Année | Lieu | Résultat | Ultime adversaire | Adversaires battus |
| ----- | --- | --- | --- | --- |
| 2004  | Tripoli (championnat du monde) | quatrième tour (huitième de finale) | Michael Adams | Sergueï Volkov, Alekseï Aleksandrov, Aleksandr Lastine |
| 2005  | Khanty-Mansiïsk (coupe du monde) | premier tour | Surya Ganguly | |
| 2009  | Nakamura était qualifié pour la Coupe du monde 2009, mais il participa à la place au premier tournoi Chess Classic de Londres qui avait lieu en même temps. | Nakamura était qualifié pour la Coupe du monde 2009, mais il participa à la place au premier tournoi Chess Classic de Londres qui avait lieu en même temps. | Nakamura était qualifié pour la Coupe du monde 2009, mais il participa à la place au premier tournoi Chess Classic de Londres qui avait lieu en même temps. | Nakamura était qualifié pour la Coupe du monde 2009, mais il participa à la place au premier tournoi Chess Classic de Londres qui avait lieu en même temps. |
| 2013  | Tromsø | quatrième tour (huitième de finale) | Anton Korobov | Deysi Cori, Eltaj Safarli, Baskaran Adhiban |
| 2015  | Bakou | quart de finale (cinquième tour) | Pavel Eljanov | Richmond Phiri, Samuel Shankland, Ian Nepomniachtchi, Michael Adams                                                                                         |
| 2017  | Tbilissi | troisième tour | Vladimir Fedosseïev | Abdullah Al Rakib, Lázaro Bruzón |
| 2019  | Khanty-Mansiïsk | deuxième tour | Liviu-Dieter Nisipeanu | Bilel Bellahcene |
| 2023  | Bakou | quatrième tour (16e de finale) | Rameshbabu Praggnanandhaa | (exempt au 1er tour) Karthik Venkataraman, Benjamin Gledura                                                                                                 |

### Candidat au championnat du monde (2016)
La deuxième place de Nakamura au Grand Prix FIDE 2014-2015 le qualifie pour le tournoi des candidats de 2016 à Moscou où il marque 7 points sur 14 et finit à la quatrième-septième place ex æquo parmi les huit participants.

### Vainqueur de l'Olympiade de 2016

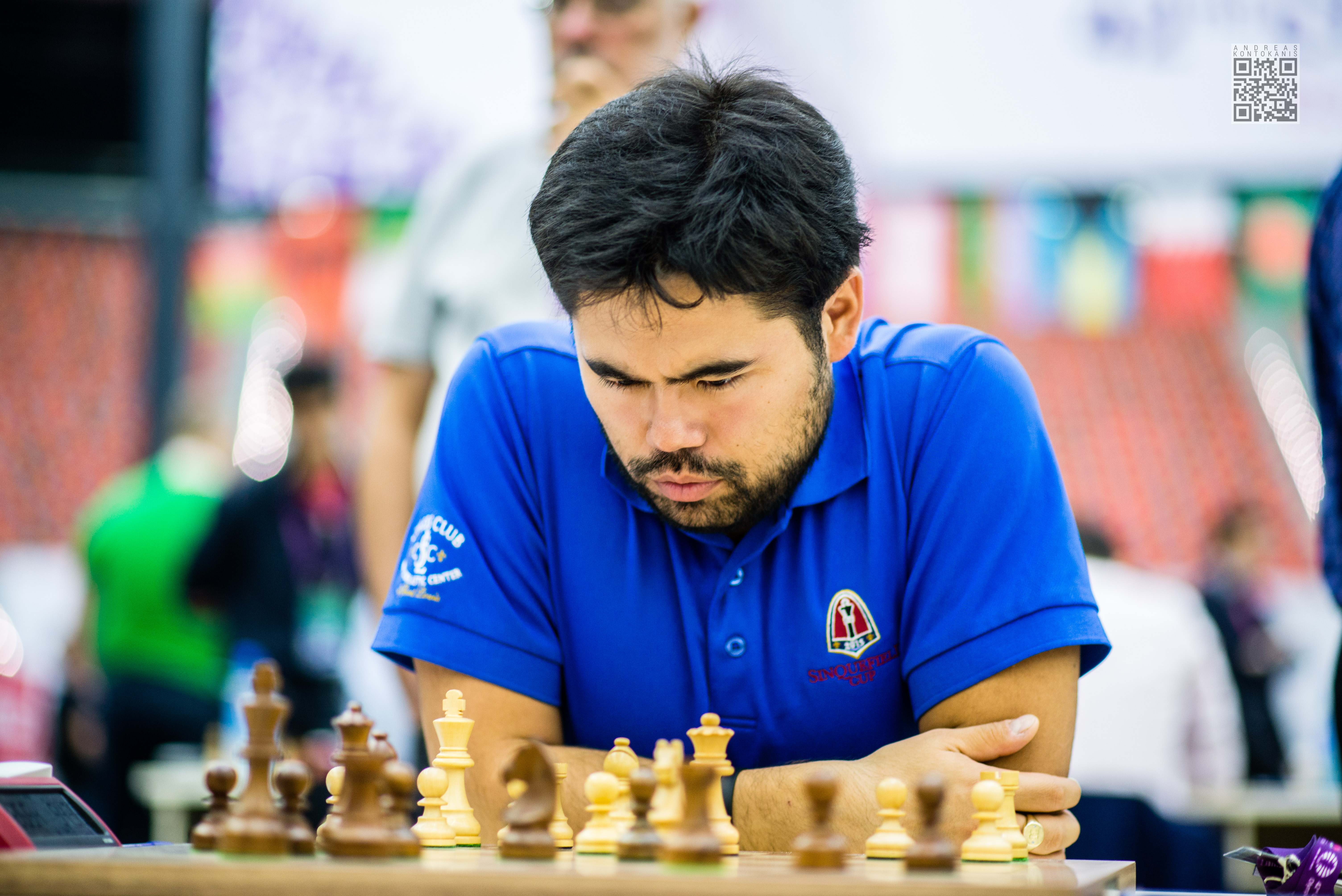
Hikaru Nakamura à l'Olympiade de Bakou en 2016.

Nakamura participe à sa première olympiade d'échecs en 2006. Il remporte la médaille de bronze par équipe en 2006 et la médaille d'argent par équipes en 2008. Il joue au premier échiquier en 2010, 2012 et 2014.
Nakamura est médaillé d'or par équipes lors de l'olympiade d'échecs de 2016 à Bakou et d'argent par équipes en 2018 à Batoumi.

### Vainqueur du Grand Chess Tour 2018
Nakamura remporte les tournois rapides et blitz de Paris et de Saint-Louis. Il finit quatrième du tournoi de Louvain (rapide et blitz) et dernier ex æquo de la coupe Sinquefield, puis gagna la finale du Grand Chess Tour 2018 à Londres en battant Fabiano Caruana puis Maxime Vachier-Lagrave en match rapide et blitz. La même année, il remporta également le tournoi rapide Tata Steel de Calcutta 2018 en Inde (qui ne faisait pas partie du Grand Chess Tour 2018).
| Année | Tournoi                                                               | tournoi rapide                                                        | classement combiné (rapide et blitz)                                  | tournoi de blitz                                                      |
| ----- | --------------------------------------------------------------------- | --------------------------------------------------------------------- | --------------------------------------------------------------------- | --------------------------------------------------------------------- |
| 2015  | Pas de tournoi rapide et blitz organisé dans le Grand Chess Tour 2015 | Pas de tournoi rapide et blitz organisé dans le Grand Chess Tour 2015 | Pas de tournoi rapide et blitz organisé dans le Grand Chess Tour 2015 | Pas de tournoi rapide et blitz organisé dans le Grand Chess Tour 2015 |
| 2016  | Paris 2016                                                            | Vainqueur                                                             | Vainqueur                                                             | 1er-2e                                                                |
| 2016  | Louvain 2016                                                          | septième                                                              | 7e-8e                                                                 | 3e-5e                                                                 |
| 2017  | Paris 2017                                                            | troisième                                                             | troisième                                                             | 2e-3e                                                                 |
| 2017  | Saint-Louis 2017                                                      | 2e-3e                                                                 | 2e-3e                                                                 | troisième                                                             |
| 2018  | Louvain 2018                                                          | 4e-5e                                                                 | quatrième                                                             | deuxième                                                              |
| 2018  | Paris 2018                                                            | 2e-3e                                                                 | Vainqueur                                                             | Vainqueur                                                             |
| 2018  | Saint-Louis 2018                                                      | 1er-2e                                                                | Vainqueur                                                             | deuxième                                                              |
| 2019  | Abidjan 2019                                                          | deuxième                                                              | 2e-3e                                                                 | troisième                                                             |
| 2019  | Paris 2019                                                            | septième                                                              | septième                                                              | 1er-3e                                                                |
| 2019  | Calcutta 2019                                                         | deuxième                                                              | deuxième                                                              | 1er-2e                                                                |
| 2020  | Le Grand Chess Tour 2020 est annulé                                   | Le Grand Chess Tour 2020 est annulé                                   | Le Grand Chess Tour 2020 est annulé                                   | Le Grand Chess Tour 2020 est annulé                                   |
| 2020  | Saint-Louis 2020 (sur internet)                                       | 5e-7e                                                                 | troisième                                                             | 1er-2e                                                                |
| 2021  | Saint-Louis 2021                                                      | Vainqueur                                                             | Vainqueur                                                             | Vainqueur                                                             |
| 2022  | Saint-Louis 2022                                                      | dixième                                                               | deuxième                                                              | deuxième                                                              |
| 2024  | Saint-Louis 2024                                                      | 5e-7e                                                                 | troisième                                                             | troisième                                                             |

### Champion du monde d'échecs aléatoires Fischer
En 2008, Nakamura remporte l'open d'échecs aléatoires Fischer de Mayence. L'année suivante, en 2009, il bat en match Levon Aronian à Mayence.
En 2018, il perd un match rapide et blitz d'échecs aléatoires Fischer contre Magnus Carlsen (10 à 14).
En 2022, il remporte le deuxième championnat du monde d'échecs aléatoires Fischer officiel organisé à Reykjavik par la Fédération internationale des échecs en battant Teimour Radjabov en finale.

### Cinquième titre de champion des États-Unis (2019)
En mars 2019, Nakamura remporte pour la cinquième fois le championnat américain après 2005, 2009, 2012 et 2015.

### Tournois rapides et blitz sur Internet (2020 et 2021)
Hikaru Nakamura participe au Magnus Carlsen Tour rapide sur Internet. Il est battu en finale des deux premiers tournois du circuit et en quart de finale du troisième (Chessable Masters). Lors du tournoi final du Magnus Carlsen Tour qui réunit les quatre meilleurs joueurs du circuit, il est battu par Magnus Carlsen en finale.
En décembre 2020, Hikaru Nakamura possède le classement Elo le plus élevé en blitz à la fois selon le classement officiel de la FIDE et sur chess.com. Il lui arrive de faire des vidéos, des lives, où il joue aux échecs en ligne et commente ses parties. Nakamura débute parfois des parties rapides ou bullet en utilisant des ouvertures fantaisistes comme l'attaque Bongcloud ou le gambit Jerome.
Le 12 décembre 2020, il remporte le tournoi d'échecs de blitz et bullet en ligne Speed Chess Championship, sur le score de 18,5-12,5 contre le Français Maxime Vachier-Lagrave.
Lors du premier tournoi, l'Open Skilling, du Champions Chess Tour 2020-2021, il finit premier ex æquo du tournoi préliminaire avec 9 points sur 15, puis il bat Maxime Vachier-Lagrave en quart de finale et est battu en demi-finale du tournoi par Wesley So. En mai 2021, il est finaliste du New in Chess Classic et perd la finale face à Magnus Carlsen. Il participe au tournoi final du Champions Chess Tour entre les dix meilleurs du circuit et finit à la cinquième place du classement général.

### Vainqueur du Grand Prix FIDE et candidat au championnat du monde (2022)
En février 2022, Nakamura remporta le premier tournoi du Grand Prix FIDE disputé à Berlin en battant en finale Levon Aronian. Il fut battu par Wesley So en finale du dernier tournoi du Grand Prix FIDE 2022 à Berlin. Grâce à ces résultats, il termine premier du classement général du Grand Prix FIDE et se qualifie pour le tournoi des candidats du Championnat du monde d'échecs 2023.
Il finit à la troisième place, ex aquo avec Teimour Radjabov, du tournoi des candidats de 2022.
En juillet 2023, Hikaru Nakamura se marie avec la joueuse d'échecs d'origine iranienne Atousa Pourkashiyan, qui habite alors aux États-Unis depuis quelques années.

## Style de jeu
Hikaru Nakamura a un jeu d'attaque s'appuyant sur un formidable sens tactique,. Il joue toujours pour gagner, ce qui lui coûte parfois des points dans les jours « sans ». Il est toutefois capable de remporter des duels stratégiques, comme dans la partie contre Ivantchouk jouée en parties rapides en finale du tournoi à élimination directe du Cap d'Agde en 2008 (partie à retrouver ci-dessous dans la section consacrée aux exemples : Nakamura-Ivantchouk, 2008). Il a par ailleurs de manière constante un meilleur classement en parties rapides et blitz. Ainsi, en 2020, il est classé 3e en rapide et 1er en blitz selon le classement FIDE, alors qu'il se trouve au 13e rang mondial en partie classique.

## Exemples de parties

### Krasenkow-Nakamura, 2007
Dans une interview datée de 2008, Nakamura a cité la partie suivante comme sa favorite parmi celles qu'il a jouées :
M. Krasenkow – H. Nakamura, Barcelone, 2007
1. Cf3 Cf6 2. c4 e6 3. g3 d5 4. Fg2 Fe7 5. 0-0 0-0 6. b3 a5 7. Cc3 c6 8. d4 Cbd7 9. Dc2 b6 10. e4 Fa6 11. Cd2 c5 12. exd5 cxd4 13. Cb5 exd5 14. Cxd4 Tc8 15. Te1 b5 16. Fb2 Te8 17. Dd1 bxc4 18. bxc4 Db6 19. Tb1 dxc4 20. Cc6 Txc6 21. Fxf6 Dxf2! 22. Rxf2 Fc5 23. Rf3 Txf6 24. Rg4 Ce5 25. Rg5 Tg6 26. Rh5 f6! 27. Txe5 Txe5 28. Rh4 Fc8!  0-1.

### Nakamura-Ivantchouk, 2008
H. Nakamura – V. Ivantchouk, Cap d'Agde, 2008
1. d4 Cf6 2. c4 e6 3. Cf3 b6 4. g3 Fa6 5. Dc2 Fb4 6. Fd2 Fe7 7. Fg2 0-0 8. 0-0 c6 9. Ff4 d5 10. Cbd2 Cbd7 11. Tfc1 c5 12. Da4 Fb7 13. Ce5 cxd4 14. cxd5 Cxe5 15. Fxe5 Fxd5 16. Dxd4 Fc5? (annotation de Nakamura qui recommande 16...Fxg2 17. Rxg2 Dxd4 18. Fxd4 Tfc8 avec la partie nulle en vue) 17. Fxf6 Fxd4 18. Fxd8 Tfxd8 19. Fxd5 Txd5 20. Tc2 Tad8 21. Tac1 h6 22. Cf3 Ff6 23. e4 T5d7 24. b3 g5 25. h3 Rg7 26. Rf1 Fd4 27. b4 Ff6 28. Re2 h5 29. g4 hxg4 30. hxg4 Fe7 31. a3 a5 32. bxa5 bxa5 33. a4 Fd6 34. Td1 Fe7 35. Txd7 Txd7 36. Ce5 Td4 37. Tc4 Txc4 38. Cxc4 Fb4 39. Ce5 Fc3 40. Cc6 f5 41. Rd3 Fe1 42. f3 Rf6 43. Rc4 fxe4 44. fxe4 Fd2 45. e5 Rf7 46. Rc5 Re8 47. Rd6 Rf7 48. Cd8 Re8 49. Cxe6 Fb4 50. Rd5 Fd2 51. Re4 Re7   1-0.